# Dewey-Humboldt
Dewey-Humboldt é uma vila localizada no estado americano do Arizona, no condado de Yavapai. Foi incorporada em 2004.

## Geografia
De acordo com o United States Census Bureau, a vila tem uma área de 48,1 km², onde todos os 48,1 km² estão cobertos por terra.

### Localidades na vizinhança
O diagrama seguinte representa as localidades num raio de 32 km ao redor de Dewey-Humboldt. 

## Demografia
Segundo o censo nacional de 2010, a sua população é de 3 894 habitantes e sua densidade populacional é de 80,9 hab/km². Possui 1 888 residências, que resulta em uma densidade de 39,2 residências/km².